# Flughafen Angoulême-Cognac

i7
i11
i13
Der Flughafen Angoulême-Cognac (IATA-Code: ANG, ICAO-Code: LFBU) ist ein französischer Flughafen im Département Charente, Nouvelle-Aquitaine in Südfrankreich, etwa 15 km nordöstlich von Angoulême.
Es gibt eine Flugschule der Heli-Union und einen Flugclub.

## Technik am Flughafen
Am Flughafen kann JET A1 AVGAS getankt werden. ILS Cat I ist auf 10 und 28 vorhanden.

## Flugverbindungen
Bis 2009 wurde der Flughafen mehrmals in der Woche durch Ryanair angeflogen. Flugziel war London-Stansted.
Der Flughafen hat inzwischen weder nationale noch internationale Verbindungen (Stand Februar 2025).

## Verkehrsanbindung
Am Flughafenterminal stehen Taxis bereit.